# Arzest
 (octobre 2019).
Si vous disposez d'ouvrages ou d'articles de référence ou si vous connaissez des sites web de qualité traitant du thème abordé ici, merci de compléter l'article en donnant les références utiles à sa vérifiabilité et en les liant à la section « Notes et références ».
Arzest (sous sa dénomination complète Arzest Corporation)  est un studio japonais de développement de jeux vidéo. Il est fondé le 25 juin 2010 par des membres clés de chez Artoon, un studio également fondé par le vice-président exécutif d'Arzest, Naoto Ōshima, principalement connu pour avoir modelé le design de Sonic et Eggman.

## Jeux développés
- Wii Play: Motion (Wii, 2011) - (Spooky Search, Jump Park, et Cone Zone)
- Place Mii StreetPass (Nintendo 3DS, 2011) - support « SpotPass » pour Find Mii II, StreetPass Map et Puzzle Swap
- Time Travelers (Nintendo 3DS, PSP, PS Vita, 2012) - modélisation des personnages
- Slot Monsters (Android, iOS, 2013)
- Yoshi's New Island (Nintendo 3DS, 2014)
- Terra Battle (Android, iOS, 2014) - Illustration et design graphique
- Boost Beast (Android, iOS, Facebook, Kindle, 2015)
- Mario et Sonic aux Jeux olympiques de Rio 2016 (Nintendo 3DS, 2016)
- Hey! Pikmin (Nintendo 3DS, 2017)
- Terra Wars (Android, iOS, 2017)
- Mario et Luigi : Voyage au centre de Bowser + L'épopée de Bowser Jr (Nintendo 3DS, 2018) - Combats de géants
- Balan Wonderworld (Xbox Series, Xbox One, PlayStation 5, PlayStation 4, Nintendo Switch, PC, 2021)
- Sonic Superstars (Xbox Series, Xbox One, PlayStation 5, PlayStation 4, Nintendo Switch, PC, 2023) - en collaboration avec Sonic Team